# Music of the Sun
Music Of The Sun är Rihannas debutalbum, utgivet den 29 augusti 2005.

## Låtlista
1. Pon De Replay (Evan Rogers, Carl Sturken, Alisha Brooks, Vada Nobles) – 4:06
2. Here I Go Again med J-Status (Evan Rogers, Carl Sturken, J-Status, Rihanna Fenty) – 4:11
3. If It's Lovin' That You Want (Jean Claude Oliver, Samuel Barnes, Alaxsander Mosely, Scott Larock, Lawrence Parker, Makeba Riddick) – 3:28
4. You Don't Love Me (No, No, No) med Vybz Kartel (Ellas McDaniel, Willie Cobbs) – 4:20
5. That La, La, La (Full Force, D. Emile) – 3:45
6. The Last Time (Evan Rogers, Carl Sturken) – 4:53
7. Willing To Wait (Evan Rogers, Carl Sturken, Nathan Watts, Henry Redd, Cotton Greene, June Deniece Williams, Rihanna Fenty) – 4:37
8. Music Of The Sun (Diane Warren, Evan Rogers, Carl Sturken, Rihanna Fenty) – 3:56
9. Let Me (Evan Rogers, Carl Sturken, Mikkel SE, Tor Erik Hermansen, Makeba Riddick) – 3:56
10. Rush med Kardinal Offishall (Evan Rogers, Carl Sturken) – 3:09
11. There's A Thug In My Life med Intro av J-Status (E. Jordan, Evan Rogers, Carl Sturken) – 3:21
12. Now I Know (Evan Rogers, Carl Sturken, Rihanna Fenty) – 5:01
13. Pon De Replay (Remix) med Elephant Man (Evan Rogers, Carl Sturken, Alisha Brooks, Vada Nobles) - 3:37

## Singlar
- Pon De Replay - 15 april 2005
- If It's Lovin' That You Want - 19 augusti 2005